# Kultura i Edukacja
„Kultura i Edukacja” – rocznik naukowy, wydawany przez Instytut Studiów Politycznych Polskiej Akademii Nauk.